# 2116 Mtskheta
2116 Mtskheta è un asteroide della fascia principale del diametro medio di circa 19,85 km. Scoperto nel 1976, presenta un'orbita caratterizzata da un semiasse maggiore pari a 2,5883921 UA e da un'eccentricità di 0,0594444, inclinata di 9,07005° rispetto all'eclittica.
L'asteroide prende il nome da Mtskheta, antica capitale del regno di Georgia.